# Datoushan
Datoushan (kinesiska: 大头山乡, 大头山) är en socken i Kina. Den ligger i provinsen Hebei, i den norra delen av landet, omkring 230 kilometer norr om huvudstaden Peking. Antalet invånare är 8 060. Befolkningen består av 4 029 kvinnor och 4 031 män. Barn under 15 år utgör 20,0 %, vuxna 15-64 år 68 %, och äldre över 65 år 10,0 %.
Genomsnittlig årsnederbörd är 634 millimeter. Den regnigaste månaden är juni, med i genomsnitt 173 mm nederbörd, och den torraste är januari, med 2 mm nederbörd.